# Vivian Stranders
Vivian Stranders (ur. 1881, zm. 1959) – brytyjski wojskowy, kolaborant i radiowy propagandysta podczas II wojny światowej
Podczas I wojny światowej służył jako kapitan w Royal Flying Corps. Po jej zakończeniu przeszedł do służby pomocniczej w Międzyalianckiej Komisji Lotniczej, która nadzorowała w latach 1919–1921 rozbrojenie niemieckich sił lotniczych. Z powodu skandalu związanego z połączeniem swojego życia prywatnego z pracą został zwolniony. W latach 20. większość czasu przebywał na kontynencie, jedynie czasami przyjeżdżając do Wielkiej Brytanii. Brytyjskie władze podejrzewały, że pracuje dla niemieckiego wywiadu. W grudniu 1926 r. V. Stranders został aresztowany w Paryżu, oskarżony o szpiegostwo i skazany na 2 lata więzienia. Po wyjściu na wolność zamieszkał w Niemczech. W 1931 r. został zatrudniony przez pruski socjaldemokratyczny rząd w zakresie spraw wewnętrznych. Po wybuchu II wojny światowej został antybrytyjskim propagandystą pod pseudonimem „Mediator” w radiu niemieckim w Monachium. Wstąpił ochotniczo do Waffen-SS, dostając stopień SS-Sturmbannführera. Na wiosnę 1943 r. zaangażował się w formowanie Britisches Freikorps, kolaboracyjnej formacji zbrojnej złożonej z Brytyjczyków i mieszkańców państw Dominium Brytyjskiego-jeńców wojennych. Po wojnie zamieszkał w Niemczech Zachodnich.